# Heshmatiyeh
Heshmatiyeh (em persa: حشمتيه, também romanizada como Ḩeshmatīyeh; também conhecida como Kooshkak e Kūshkak) é uma aldeia do distrito central do condado de Abadeh, na província de Fars, no Irã.
Segundo o censo de 2006, sua população era de 1 095, em 242 famílias.